# Gwiazdnica bagienna
Gwiazdnica bagienna (Stellaria alsine Grimm) – gatunek rośliny należący do rodziny goździkowatych (Caryophyllaceae). Występuje niemal w całej Eurazji z wyjątkiem obszarów arktycznych, poza tym w północnej Afryce i wschodniej części Ameryki Północnej, introdukowany i zadomowiony w pozostałej części Ameryki Północnej oraz w Chile. W Polsce gatunek pospolity w południowej części, poza tym na ogół też rozpowszechniony, lokalnie tylko rzadki np. na północnym Mazowszu i w północno-wschodniej części kraju.

## Morfologia

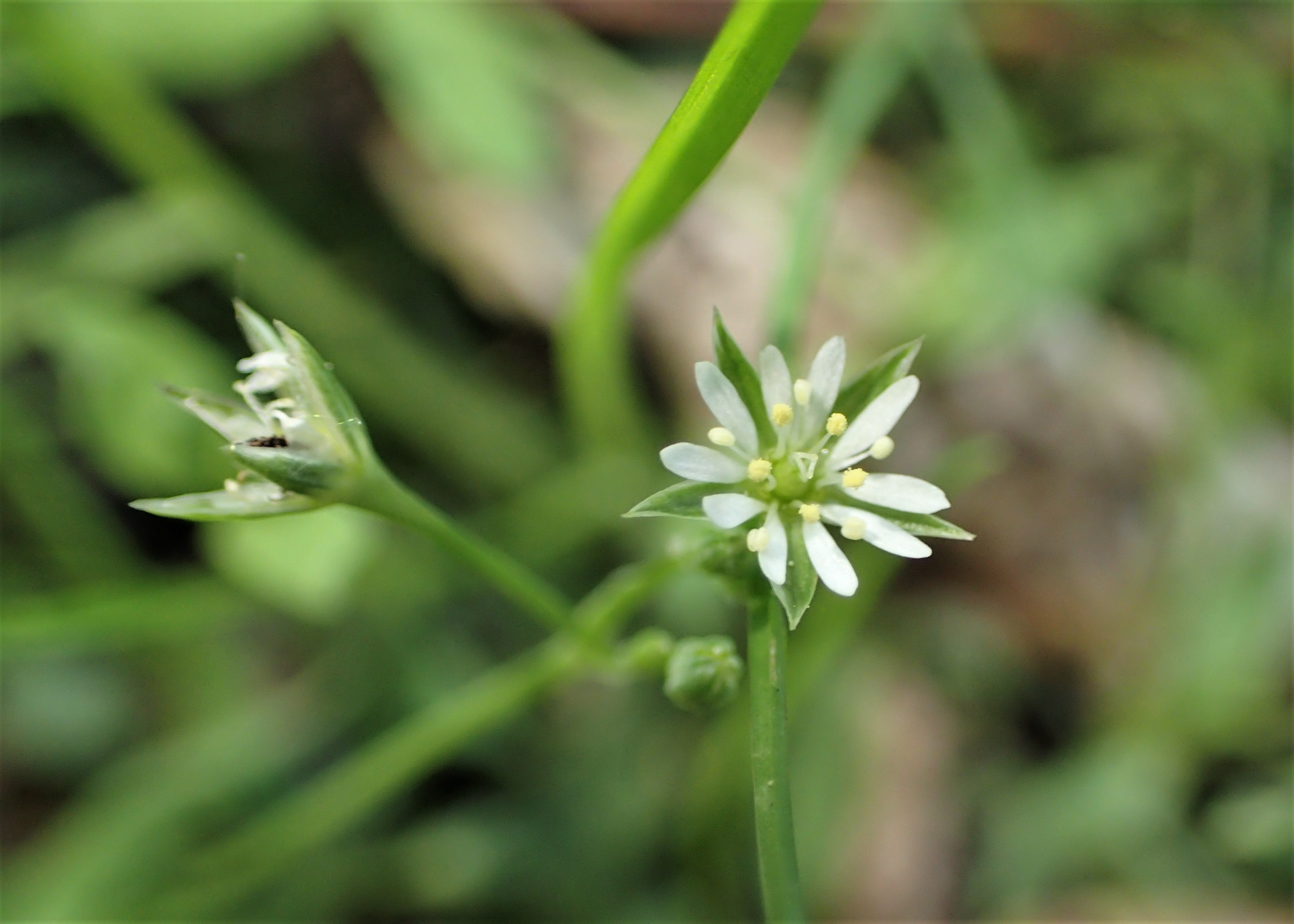
Kwiat

PokrójRoślina naga, owoszczona (lekko pokryta woskiem), o łodygach kruchych, 4-kanciastych, rozesłanych lub podnoszących się, osiągających 50 cm długości, silnie rozgałęzionych.
LiścieLancetowate lub szerokolancetowate, siedzące lub krótkoogonkowe, na wierzchołku zaostrzone, niebieskawozielone, z pojedynczą żyłką przewodzącą, nagie. Osiągają zwykle ok. 1 do 1,5 cm długości, rzadziej do 2,5 cm i do 6 mm szerokości.
KwiatyTworzą na szczycie łodygi kilkukwiatową, rozpierzchłą wierzchotkę. Podsadki są błoniaste i nagie. Działki kielicha lancetowate, ok. 3 mm długości, na szczycie szydlaste, z trzema wyraźnymi nerwami. Są wzniesione pod kątem tworząc lejek. Pięć płatków korony barwy białej osiąga do 2,5 mm długości. Są one rozcięte niemal do nasady, w efekcie dwie łatki płatków są niemal równowąskie. Pręcików jest 10. Słupek z trzema, rzadziej dwiema równowąskimi szyjkami o długości 1 mm.
OwoceJajowate torebki nieco dłuższe od kielicha lub równe im długością tj. osiągające do 3,5 mm, zielone, otwierające się 6 klapami. Dojrzewają na szypułkach o podobnej długości jak działki kielicha.
NasionaBardzo liczne, nerkowate, lekko spłaszczone, od 0,6 do 0,8 mm długości, ciemnobrązowe, o łupinie pomarszczonej, z niskimi, zaokrąglonymi brodawkami.

## Zmienność
Wyróżniano liczne formy ze względu na zróżnicowanie budowy liści, ale współcześnie nie mają one znaczenia taksonomicznego.
Poza odmianą typową (var. alsine) wyróżnia się odmianę górską, znaną z wyższych partii gór w Azji i Europie – var. alpina (Schur) Handel-Mazzetti, Symb. Sin. 7: 191. 1929. Rośliny te mają pojedyncze kwiaty (a nie w wierzchotkach po 3–5) i bardzo drobne liście do 2 mm długie i 1 mm szerokie.
Gatunek tworzy mieszańce:
- S. × hybrida Rouy et Fouc. (z gwiazdnicą błotną S. palustris)
- S. × adulteriana Focke (z gwiazdnicą trawiastą S. graminea)

## Biologia i ekologia
Bylina, hemikryptofit. Kwitnie od maja do czerwca. Rośnie w miejscach podmokłych – na brzegach mokradeł, strumieni, źródlisk, w rowach i wilgotnych koleinach dróg, także w miejscach wilgotnych na polach.